# Herrschaftsgericht Bissingen
Das Herrschaftsgericht Bissingen war ein Herrschaftsgericht der Fürsten zu Oettingen-Wallerstein zu Bissingen. Es bestand von 1818 bis 1848. Bis 1837 war es Teil des Rezatkreises, ab 1838 gehörte es zu Schwaben und Neuburg. 1848 wurde es in eine Gerichts- und Polizeibehörde umgewandelt, 1852 in das Landgericht Bissingen.

## Lage
Das Herrschaftsgericht grenzte im Süden an das Landgericht Höchstädt, im Osten an das Landgericht Donauwörth, im Norden an das Landgericht Nördlingen und im Nordosten an das Herrschaftsgericht Harburg.

## Struktur
Das Herrschaftsgericht wurde in 11 Steuerdistrikte aufgeteilt, die vom Rentamt Höchstädt verwaltet wurden, mit Ausnahme von Hohenaltheim und Niederaltheim, die vom Rentamt Nördlingen verwaltet wurden.

### Steuerdistrikte
- Bissingen mit Herrenmühle, Kallertshofen, Neutenmühle und Stegmühle;
- Bollstadt mit Fohlenhaus;
- Diemantstein mit Kömertshof, Leiheim und Warnhofen;
- Fronhofen mit Hohenburgermühle, Obermagerbein, Ölmühle, Thalheim und Tuifstädt;
- Göllingen mit Burgmagerbein, Hochstein und Leitenhof;
- Hohenaltheim;
- Niederaltheim mit Bronnenhaus, Frohnmühle, Ganzenmühle, Hochhaus, Karlshof, Mühlauhof, Pulvermühle und Schellenhof;
- Oppertshofen mit Abtsholzerhof, Brachstadt, Kesselostheim, Rathmanshof und Seibertsweiler;
- Stillnau mit Buggenhofen;
- Unterbissingen mit Buch am Rannenberg, Obergaishardt und Untergaishart;
- Unterringingen mit Hochdorf, Fallhaus (Heid), Oberringingen und Zoltingen.

Dem Herrschaftsgericht unterstand noch Reimertshof, das vom Steuerdistrikt Schaffhausen des Herrschaftsgerichtes Harburg verwaltet wurde.

### Ruralgemeinden
1818 gab es 21 Ruralgemeinden im Herrschaftsgericht Bissingen:
- Bissingen mit Herrenmühle, Kallertshofen, Neutenmühle und Stegmühle;
- Bollstadt mit Fohlenhaus;
- Brachstadt mit Abtsholzerhof, Rottmanshof und Seibertsweiler;
- Buggenhofen;
- Burgmagerbein mit Leitenhof und Reimertshof
- Diemantstein;
- Fronhofen mit Hohenburgermühle;
- Gaishardt mit Obergaishardt und Untergaishardt;
- Göllingen;
- Hochstein;
- Hohenaltheim;
- Kesselostheim;
- Leiheim;
- Niederaltheim mit Bronnenhaus, Frohnmühle, Ganzenmühle, Hochhaus, Karlshof, Mühlauhof, Pulvermühle und Schellenhof;
- Obermagerbein mit Ölmühle und Tuifstädt;
- Oberringingen mit Fallhaus (Heid) und Hochdorf;
- Oppertshofen;
- Stillnau;
- Thalheim;
- Unterbissingen mit Buch am Rannenberg;
- Unterringingen;
- Warnhofen mit Kömertshof.

Insgesamt gab es 4975 Einwohner, die sich auf 959 Familien verteilten und in 1019 Anwesen wohnten.
Nach 1829, jedoch vor 1839 wurde Untermagerbein vom Herrschaftsgericht Harburg abgegeben.